# IC 2975
IC 2975 је ознака објекта на координатама са ректансцензијом 11h 54m 6,0s и деклинацијом - 5° 33" 42'. Открио га је Луис Свифт, 1897. године. Каснијим посматрањима на том положају није уочен никакав астрономски објекат.